# IC 362
IC 362 ist eine elliptische Galaxie vom Hubble-Typ E4 im Sternbild Eridanus am Südsternhimmel. Sie ist schätzungsweise 396 Millionen Lichtjahre von der Milchstraße entfernt und hat einen Durchmesser von etwa 205.000 Lichtjahren. 
Das Objekt wurde am 14. Oktober 1891 vom französischen Astronomen Stéphane Javelle entdeckt.